# Orde van Nicolaas Thaumaturgus

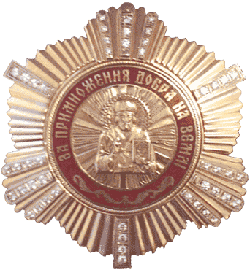
Ie Klasse

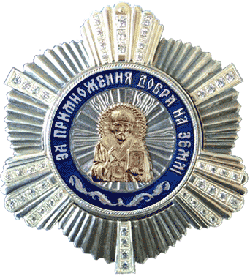
IIe Klasse

In Oekraïne werd een Internationale Orde van Nicolaas Thaumaturgus of Orde van Nicolaas de Wonderdoener (Oekraïens: Орден Миколи Чудотворця) ingesteld. De orde kreeg het motto "За примноження добра на Землі" wat "Voor het Vermeerderen van het Geluk op Aarde" betekent.
De orde heeft als versiersel voor een kleine ster gekozen.
De ster is van goud of verguld voor de Ie Klasse en van zilver of verzilverd voor de IIe Klasse. De beide sterren zijn gelijk van ontwerp maar de kleur emaille van de ring met het motto van de orde verschilt van kleur. Deze ring is donkerrood geëmailleerd voor de Ie Klasse en blauw voor de IIe Klasse. De afbeelding van de heilige in het centrum van het medaillon is bij beide rangen van goud of verguld.
De heilige Nicolaas is afgebeeld volgens de traditie van de Oosters-orthodoxe iconografie. Het is hier een oude kalende man met een boek in zijn linkerhand en een kromstaf in zijn rechterhand. De heilige draagt geen mijter. Achter het hoofd van de heilige is een aureool of nimbus, de traditionele aanduiding van een heilige, afgebeeld.
De stralen van de niet symmetrisch uitgevoerde ster zijn vrij kort en zij hebben min of meer dezelfde lengte. Bij beide rangen zijn twaalf van de stralen ingelegd met briljanten.
Onder de dragers is Taisia Povaliy, een in 1998 gedecoreerde Oekraïense zangeres.
Omdat het orderecht eist dat een ridderorde door een legitieme "Fons honorum" zoals een regering of een voorheen regerend vorst wordt ingesteld kan deze orde, net als de andere in Oekraïne in omloop zijnde Orde van Sint-Nicolaas Thaumaturgus, worden gerekend tot de pseudo-orden.